# Broer Konijn

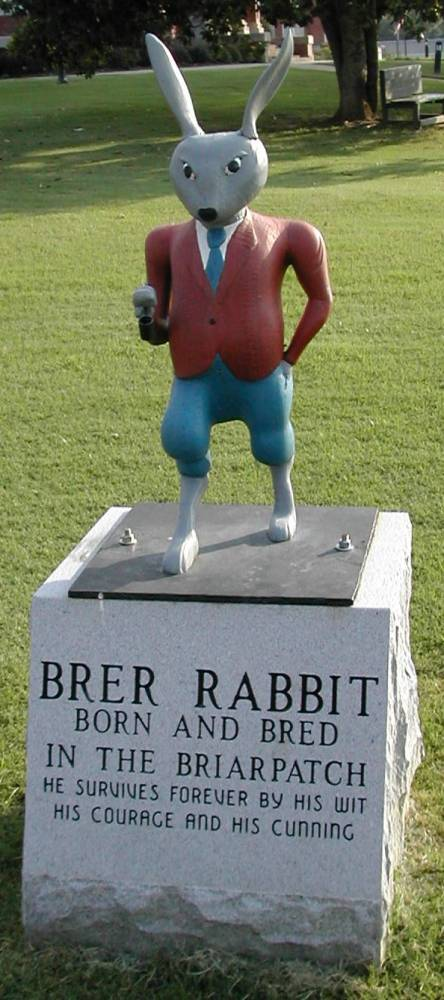
Standbeeld van Broer Konijn in Eatonton

Broer Konijn (Engels: Br'er Rabbit) is een personage uit de Amerikaanse folklore. Hij is in eerste instantie beroemd geworden dankzij de boeken van Joel Chandler Harris van rond 1880 en later door de Disneyfilm Song of the South (1946), waarna hij een van de belangrijkste personages in de Disney-verhalen rond het Duckstadse bos werd. 
Hij is in de verhalen van oudsher een oplichter die zijn omgeving voortdurend voor de gek houdt. In dit opzicht is hij vergelijkbaar met figuren als Anansi, Tijl Uilenspiegel en Bugs Bunny (eveneens een konijn en tekenfilmfiguur). In de latere verhalen van Disney is Broer Konijn niet zozeer meer slim-gemeen, maar een geslepen held die zijn vijanden die achter hem aan zitten steeds te slim af is.

## Oorsprong
Verhalen rond hazen die hun omgeving te slim af zijn, werden al eeuwenlang verteld in Afrikaanse folklore. Het personage dat uiteindelijk Broer Konijn zou worden, was de hoofdrolspeler in een reeks volksverhalen die Afrikaanse slaven in de Verenigde Staten aan elkaar vertelden. Broer Konijn, die zich dankzij zijn verstand uit de meest netelige situaties weet te redden, was voor de Afrikaanse slavenarbeiders een symbool voor hun verzet tegen hun onderdrukking door blanke slaveneigenaars. Toch was Broer Konijn eerder een antiheld. In sommige verhalen delft hij het onderspit of doet dingen die catastrofale gevolgen blijken te hebben. In die specifieke situaties zijn de Broer Konijnverhalen dan ook eerder moralistische vertellingen.

## Joel Chandler Harris
Joel Chandler Harris schreef eind 19de eeuw een reeks verhalen over de oude zwarte slaaf, Uncle Remus, die op zijn beurt aan zijn publiek over Broer Konijns eeuwige strijd tegen Broer Vos ("Br'er Fox") en Broer Beer ("Br'er Bear") vertelt.

## Disney
Walt Disney verfilmde Harris' boeken in 1946 als de speelfilm-animatiefilm Song of the South (1946). Zo maakte hij het personage wereldberoemd. Het succes van de film zorgde voor een spin-offstripreeks rond Broer Konijn, die onder meer ook in het weekblad Donald Duck is gepubliceerd. Bekende striptekenaars zijn onder meer Dick Moores, waarvan de strips uit de jaren 40 en 50 afkomstig zijn en waarvan de eenpaginagrappen ook in 1981 op de achterzijde van de Donald Duck hebben gestaan. Ook in 1974 stond Broer Konijn op de achterzijde, maar dan met tekeningen van de Nederlandse tekenaar Ed van Schuijlenburg. Een andere Nederlandse stripmaker die veel Broer Konijn-verhalen heeft getekend, is Dick Matena.
Sinds 2021 staat Broer Konijn echter niet meer in de Donald Duck. Disney wilde alle connecties met de film Song of the South loslaten, en zo ook Broer Konijn. Er werd vanuit Nederland nog wel enig verzet geboden omdat verreweg de meeste lezers van Donald Duck de film niet kennen en omdat Broer Konijn zelf niets te maken had met de aanstootgevende delen van de film.

### Personages
De strip is genoemd naar de hoofdpersoon, Broer Konijn. Andere belangrijke personages in de verhalen zijn: Broer Konijns vriendinnetje Molly, Meneer Beer, Mevrouw Beer, Rein Vos, Barend Buizerd, Vittorio Wezel en Midas Wolf, Toon Schildpad en Broer Pad, de Bossheriff, Koning Leo, Dikke Draak en Broer Wasbeer. 
Verder zijn er nog figuranten als Bertje Buidelrat en Keetje Koe.

### Verhaal
Broer Konijn woont in het Duckstadse bos. Rein Vos jaagt in veel verhalen samen met Meneer Beer op Broer Konijn, maar die weet steeds weer een list te verzinnen. Rein Vos en vooral Meneer Beer laten zich steevast door hem in de luren leggen. 
In andere verhalen gaat Broer Konijn er steevast met de door Meneer Beer gekweekte wortels vandoor, waarna Meneer Beer daarover verwijten krijgt van zijn vrouw.

## Stripboeken
Het eerste Nederlandstalige stripalbum met zijn avonturen, getiteld Broer Konijn, verscheen in 1961 bij uitgeverij De Geïllustreerde Pers en bevatte de verhalen:
- Broer Konijn en Pietje Pek
- Het rijstebrijfeest
- De gestolen pinda's
- Broer Konijn en Anneke-Tanneke-Toverheks
- Het lachplaatsje van Broer Konijn

### Discografie
- Broer Konijn, ep, Het Lachplaatsje / Anneke Tanneke Toverheks, 1963, De Geïllustreerde Pers N.V. Amsterdam, DD-631 (grammofoonplaatje van flexibel dun materiaal; 331/3 toeren).

#### Citaat uitUncle Remus and Brer Rabbit(1907)
"Once ’pon a time,” [uncle Remus] resumed, “Mr. Man had a gyarden so fine dat all de neighbors come ter see it. Some ’ud look at it over de fence, some ’ud peep thoo de cracks, an’ some ’ud come an’ look at it by de light er de stars. An’ one un um wuz ol’ Brer Rabbit; starlight, moonlight, cloudlight, de nightlight wuz de light fer him. When de turn er de mornin’ come, he ’uz allers up an’ about, an’ a-feelin’ purty well I thank you, suh!"

## Naam in andere talen
- Engels: Brer Rabbit
- Duits: Hansi Hase of Vetter Hase
- Deens: Bror Kanin
- Fins: Veli Kani of Pupu Pirteä
- Frans: Bibi Lapin
- Italiaans: Fratel Coniglietto
- Noors: Langøre
- Portugees: Coelho Quincas
- Spaans: Hermano Conejo of Hermano Rabito
- Estlands: Jänku-onu
- Lets: Bralitis Trusitis